# 977 Philippa
Philippa (asteroide 977) é um asteroide da cintura principal com um diâmetro de 65,67 quilómetros, a 3,0238202 UA. Possui uma excentricidade de 0,0293926 e um período orbital de 2 008,46 dias (5,5 anos).
Philippa tem uma velocidade orbital média de 16,87471916 km/s e uma inclinação de 15,19978º.
Esse asteroide foi descoberto em 6 de Abril de 1922 por Benjamin Jekhowsky.